# Maduvvari
Maduvvari (auch: Maduvvaree) ist eine Insel des Mulaku-Atolls im Süden des Inselstaates Malediven in der Lakkadivensee des Indischen Ozeans. 2014 hatte die Insel auf einer Fläche von 12 ha 350 Bewohner.

## Geographie
Die Insel liegt im Norden des Atolls östlich neben der größeren Schwesterinsel Dhiggaru. Sie misst nur etwa 200 m in der Länge und ca. 180 m in der Breite und ist dicht besiedelt. Circa 6 km weiter östlich liegt Raiymandhoo.